# Charlotte Kalla
Pour les articles homonymes, voir Kalla (homonymie).
Charlotte Kalla, née le 22 juillet 1987 à Tärendö, est une fondeuse suédoise. Championne olympique lors de l'édition de 2010 sur le dix kilomètres libre, elle remporte également une médaille d'argent lors de cette édition sur le sprint par équipes. Elle obtient un deuxième titre olympique lors de l'édition suivante avec le relais suédois, et deux nouvelles médailles d'argent, sur le skiathlon et le dix kilomètres. Elle est sacrée championne olympique de skiathlon en 2018, remportant quelques jours plus tard trois médailles d'argent, sur le dix kilomètres libre, puis celle du relais et le sprint par équipes. Avec un total de neuf médailles olympiques, elle est la plus décorée des sportifs suédois, Jeux d'hiver et d'été confondus, en compagnie de Sixten Jernberg et d'Alfred Swahn. 
Elle est également détentrice de treize médailles mondiales, dont trois titres, le dix kilomètres libre des mondiaux de Falun en 2015, le Team sprint des mondiaux 2011 et le relais des Championnats du monde 2019. Elle remporte quatre autres médailles en individuel, une d'argent sur le dix kilomètres des mondiaux 2017 et trois de bronze, et six sur des compétitions par équipe, cinq en argent et une de bronze. Elle a par ailleurs remporté le Tour de ski 2008, l'une des épreuves les plus importantes et exigeantes du calendrier de la Coupe du monde, où elle compte douze victoires individuelles au total.

## Biographie

### Carrière sportive
Lors de la saison 2004-2005, alors qu'elle est junior, elle dispute ses premières courses FIS, remportant l'une de celles-ci à Kiruna en Suède. La saison suivante, elle dispute les championnats du monde juniors à Kranj en Slovénie, terminant quatrième du sprint, troisième du cinq kilomètres classique et remportant le titre de la poursuite. Peu après, elle dispute sa première épreuve de coupe du monde, terminant quatorzième du sprint de Changchun, puis dixième d'un Team sprint à Sapporo, où elle finit également trente-quatrième d'une poursuite.
La saison suivante, elle remporte quelques courses FIS, obtient ses premiers podiums en Coupe du monde, lors des relais de La Clusaz, deuxième, Davos, victoire devant les Norvégiennes et une troisième place à Falun. Elle dispute les mondiaux de Sapporo, terminant septième de la poursuite, cinquième du dix kilomètres et quatrième avec le relais suédois. Elle enchaine avec les championnats du monde juniors à Tarvisio où elle remporte l'argent derrière Astrid Jacobsen lors du sprint, première épreuve de ces mondiaux. Elle remporte ensuite deux titres de championne du monde, celui du cinq kilomètres, puis celui de la poursuite, où elle devance Marte Monrad-Hansen et Therese Johaug, remportant également la médaille d'argent avec le relais suédois.

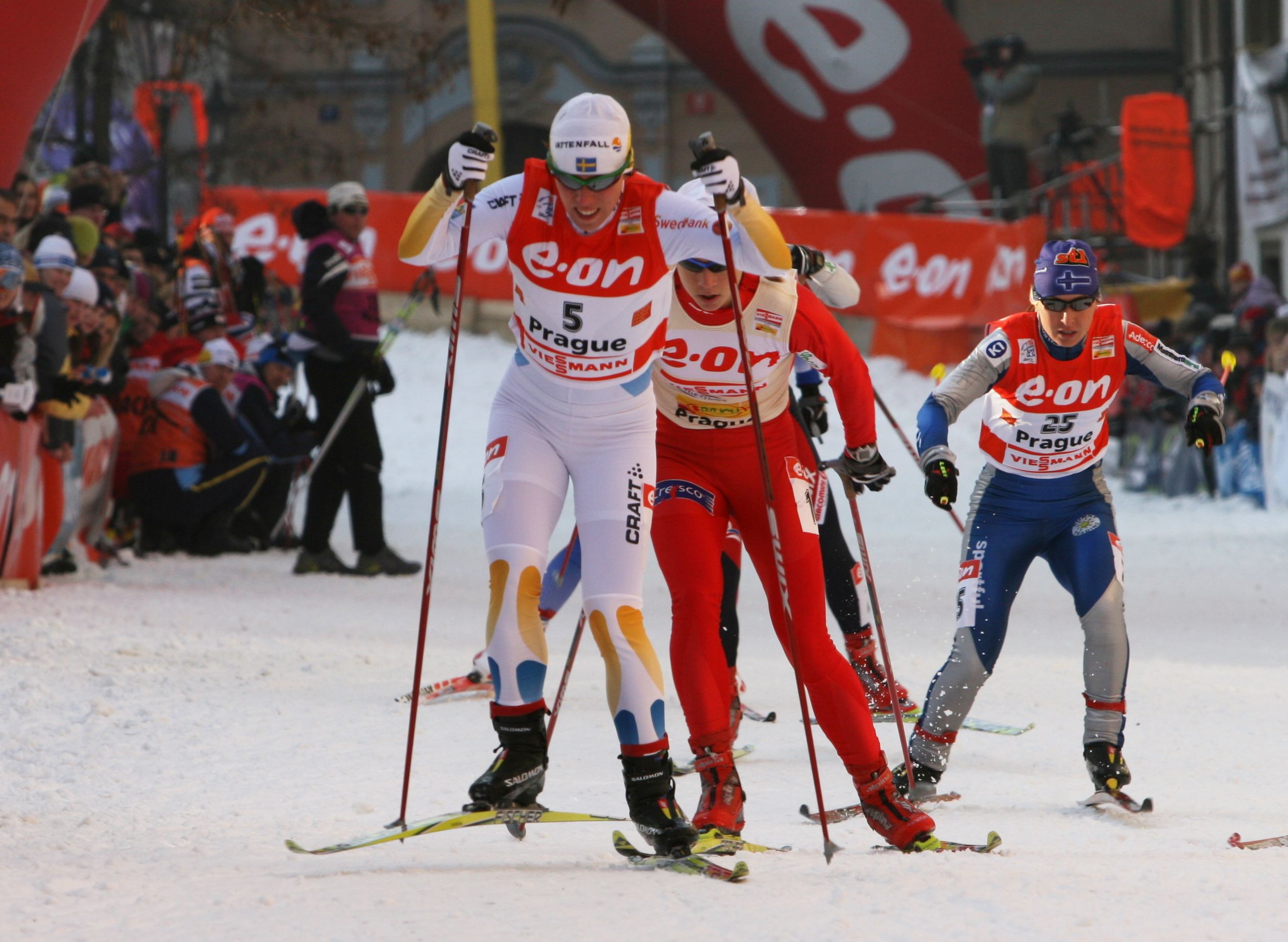
Charlotte Kalla, lors du tour de ski 2007-2008.

Elle commence sa saison suivante par une victoire lors du relais de Duesseldorf. Elle termine également troisième à Beitostoelen lors d'un dix kilomètres classique. Lors du tour de ski 2007-2008, après une septième place lors du prologue, elle termine juste derrière Marit Bjørgen au terme de la deuxième étape, un dix kilomètres style libre en poursuite dont elle termine avec le meilleur temps. Elle réussit également le meilleur temps lors de la quatrième étape, disputée sur le même format, prenant ainsi la tête du classement général. Lors de l'étape suivante, elle cède la tête du classement à Virpi Kuitunen, terminant septième du dix kilomètres classique où la Finlandaise termine deuxième. Elle se rapproche au classement général en s'imposant lors du sprint suivant, disputé en style classique, mais se retrouve reléguée à trente-neuf secondes après la septième étape disputée sur dix kilomètres classique en mass-start. Bien que possédant le neuvième temps de la dernière étape, sur la montée finale de Val di Fiemme, elle remporte ce tour en devançant finalement Virpi Kuitunen et l'Italienne Arianna Follis,. Après le Tour de ski, elle obtient deux autres podiums en Coupe du monde, une troisième place à Liberec sur un sept kilomètres six cent libre et une deuxième place lors du trente kilomètres libre d'Oslo. Elle termine finalement au quatrième rang du classement général de la Coupe du monde.
Pour sa première course de Coupe du monde de la saison 2008-2009, elle remporte le dix kilomètres libre de Gällivare, terminant également troisième le lendemain lors du relais. Lors du relais suivant, elle termine deuxième à La Clusaz. Gênée par une grippe, elle doit déclarer forfait pour le Tour de ski 2008-2009,. Son meilleur résultat individuel lors des mondiaux de Liberec est une sixième place du sprint. Elle termine également huitième du quinze kilomètres poursuite, et dix-huitième du trente kilomètres libre, disputé lors d'une course en ligne. Elle dispute également le relais, remportant la médaille de bronze avec Lina Andersson, Britta Johansson Norgren et Anna Haag. Kalla est battue au sprint par l'Allemande Claudia Nystad, la Finlande remportant la médaille d'or. En fin de saison, elle obtient deux nouveaux podiums individuels, deuxième lors d'un dix kilomètres à Lahti, puis troisième des Finales de la Coupe du monde à Falun où elle est devancée par Justyna Kowalczyk et Therese Johaug.
Lors de la première étape de la Coupe du monde 2009-2010 à Beitostoelen, elle termine deuxième du dix kilomètres libre derrière Marit Bjørgen. Elle obtient également une nouvelle victoire avec le relais suédois. À Davos, elle termine deuxième d'un dix kilomètres libre, derrière la Russe Irina Khazova. Comme de nombreuses skieuses, elle fait l'impasse sur le  Tour de ski 2009-2010 afin de s'assurer une période de préparation avant les Jeux. Elle remporte la dernière épreuve de Coupe du monde précédant les Jeux olympiques, un dix kilomètres à Canmore où elle s'impose devant Kowalczyk. Lors des compétitions olympiques de Vancouver, elle remporte la première épreuve, un dix kilomètres style libre, devançant l'Estonienne Kristina Smigun-Vaehi par 6,6 secondes et la Norvégienne Marit Bjørgen,. Lors de la poursuite, elle est déjà battue à la mi-course où elle concède un retard de trente secondes sur sept skieuses comptant parmi les principales favorites. Elle termine finalement huitième, avec un retard de une minute 20. Lors de la quatrième épreuve féminine, le Team Sprint, elle forme l'équipe suédoise avec Anna Haag. Les deux Suédoises dynamitent la course avec un rythme élevé dès le premier tour. à l'entame du dernier tour, où Kalla transmet le relais à Haag, seules trois équipes peuvent encore postuler aux médailles : la Suède, l'Allemagne et la Russie. Dans le dernier tour, l'Allemande Claudia Nystad, qui fait équipe avec Evi Sachanbacher, déborde la Suédoise dans le stade d'arrivée pour remporter le titre olympique, les Suédoises prenant la médaille d'argent. Lors du trente kilomètres, course disputée en style classique sous la forme d'une mass-start et dominée par Justyna Kowalczyk, finalement vainqueure, et Marit Bjørgen, elle termine finalement cinquième, derrière Aino-Kaisa Saarinen et Evi Sachenbacher. Après les jeux, son meilleur résultat est une troisième place des Finales de la Coupe du monde à Falun, remportées par Marit Bjørgen devant Justyna Kowalczyk.

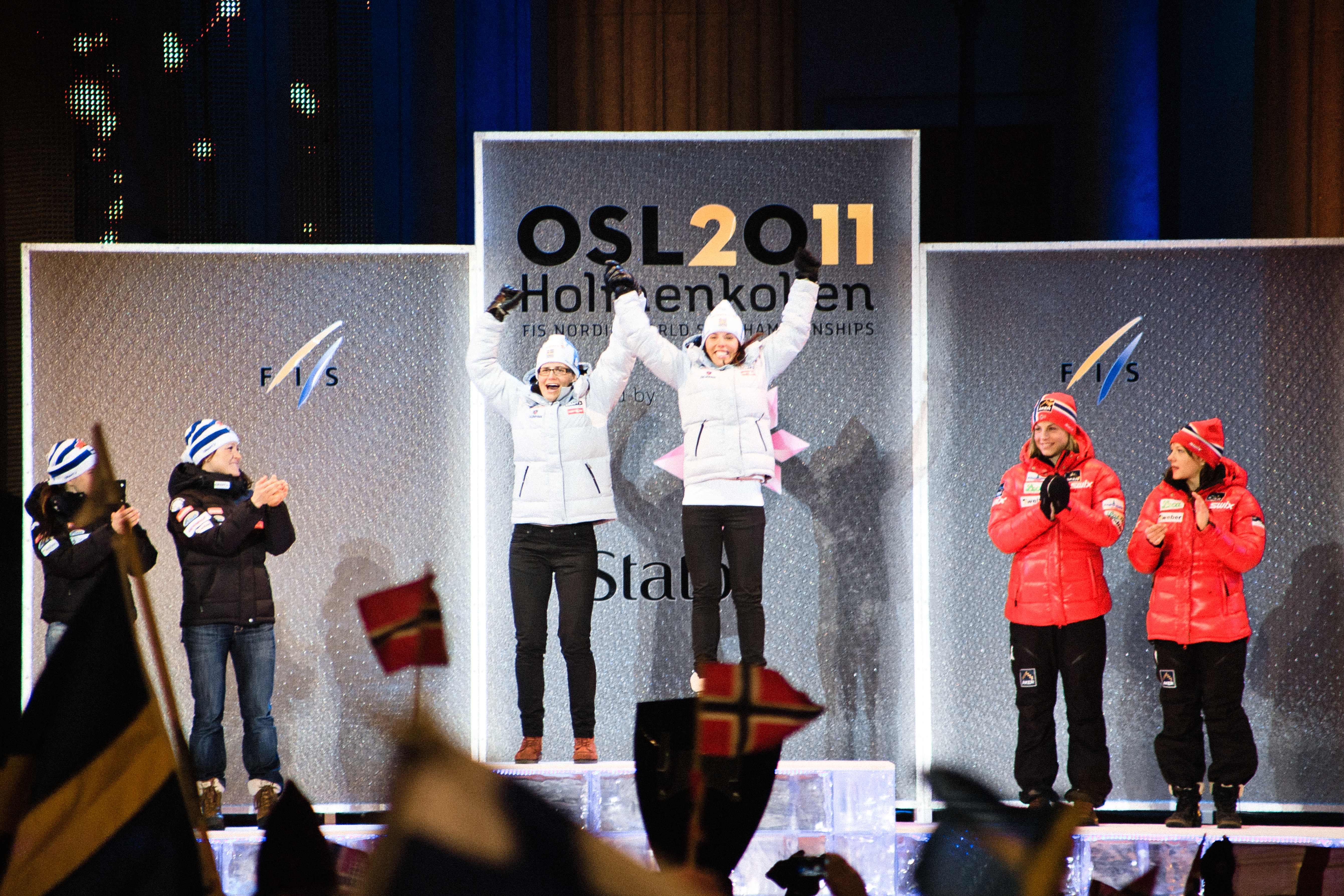
Charlotte Kalla et Ida Ingemarsdotter, vainqueur du Team Sprint des mondiaux 2011.

Comme lors des années précédentes, elle obtient de bons résultats lors du début de la saison 2010-2011 avec deux deuxièmes places, lors du dix kilomètres libre et du relais à Gällivare. Elle termine troisième de la première édition du Nordic Opening, derrière Marit Bjørgen et Justyna Kowalczyk. Elle termine troisième avec le relais suédois à La Clusaz. Après deux ans d'absences, elle dispute de nouveau le Tour de ski 2010-2011. Son meilleur résultat lors de celui-ci est une deuxième place lors de la poursuite disputée à Oberstdorf, course remportée par sa compatriote Anna Haag. Kalla est alors deuxième du classement général, à une minute vingt de Kowalczyk. Elle termine finalement cinquième du tour. Elle obtient ensuite une troisième place lors du sprint de Drammen, dernière course avant les mondiaux d'Oslo. Huitième du sprint, elle termine au pied du podium lors de la poursuite derrière Marit Bjørgen, Justyna Kowalczyk et Therese Johaug puis onzième du dix kilomètres classique. Bien que ne devant initialement pas participer au Team Sprint, celui-ci étant disputé en classique, alors que Kalla est plus à l'aise en libre, et la veille du relais quatre fois kilomètres, elle fait finalement équipe avec Ida Ingemarsdotter. Kalla s'avère décisive lors du dernier tour pour remporter la médaille d'or, devant la Finlande et la Norvège. Le lendemain, elle remporte la médaille d'argent du relais avec Ida Ingemarsdotter, Anna Haag, et Britta Johansson Norgren, derrière les Norvégiennes. Elle termine quatrième de la dernière course individuelle, le trente kilomètres libre, course remportée par  Therese Johaug devant Bjørgen et Kowalczyk. Elle termine finalement au cinquième rang de la Coupe du monde.
Deuxième puis troisième des deux premières courses du Nordic Opening de Kuusamo, elle termine finalement quatrième de ce mini-tour. Elle obtient des résultats décevants lors des quatre épreuves suivantes, son meilleur résultat étant une treizième place. Elle dispute de nouveau le Tour de ski, terminant finalement septième de ce tour, son meilleur résultat étant le troisième temps de l'avant-dernière étape, un dix kilomètres classique mass-start. Deuxième d'un dix kilomètres libre en mass-start à Rybinsk, elle obtient deux deuxièmes places lors des Finales de la Coupe du monde à Falun, compétition dont elle termine troisième.
Non présente lors du Nordic Opening, elle commence sa saison de Coupe du monde à Gaellivare où elle termine quatrième d'un dix kilomètres libre puis deuxième avec le relais suédois. Ce sont ses seules courses de Coupe du monde avant le Tour de ski. Après une deuxième place lors du prologue derrière Kikkan Randall, elle réduit l'écart qui la sépare de la Polonaise Kowalczyk, de une minute trente environ à vingt-huit secondes au terme de la quatrième étape, un quinze kilomètres poursuite disputé en style libre, épreuve où Kalla termine avec le deuxième temps. Elle perd ensuite du temps et des places lors des épreuves suivantes, disputées en style classique, et réalise le septième temps de la montée finale de l'Alpe Cermis, terminant également septième du classement général. Elle dispute ensuite trois épreuves de Coupe du monde, avec comme meilleur résultat une cinquième place à Davos lors du dix kilomètres, avant de disputer les Championnats du monde 2013 à Val di Fiemme. 
Onzième du sprint, elle termine ensuite sixième du skiathlon. Lors du Team sprint où elle concourre avec  Ida Ingemarsdotter, elle remporte la médaille d'argent, les Suédoises étant devancées de sept secondes huit par la paire américaine composée de Jessica Diggins et Kikkan Randall. Sur le dix kilomètres, elle termine  à la septième place. Le relais suédois, composé de Ida Ingemarsdotter, Emma Wikén et Anna Haag termine deuxième derrière la Norvège. Lors du trente kilomètres, elle termine une nouvelle fois en dehors des dix premières avec une onzième place. 
Elle remporte finalement son premier et seul podium individuel en Coupe du monde de la saison avec une troisième place des Finales de la Coupe du monde à Falun derrière Bjørgen et Johaug. Lors de ces finales, elle termine à deux reprises dans les trois premières, d'abord deuxième d'un deux kilomètres cinq cents en libre, et troisième d'un dix kilomètres libre.
Après deux victoires dans des courses FIS en début de la saison suivante, elle dispute sa première épreuve de Coupe du monde de la saison à Kuusamo où elle termine à la deuxième place du classement général du Nordic Opening, épreuve remportée par Marit Bjørgen. Elle participe ensuite aux étapes de Lillehammer, obtenant une deuxième place du dix kilomètres classique, et de Davos, terminant troisième d'un quinze kilomètres libre. Elle décide de ne pas participer au Tour de ski pour affiner sa préparation, et effectue son retour sur le circuit de la Coupe du monde à Toblach, dernière étape avant les Jeux, où elle termine troisième d'un dix kilomètres classique. Lors des Jeux olympiques de Sotchi, elle figure parmi les cinq prétendantes au titre après la première partie du skiathlon disputée en style classique, puis tente de s'échapper lors de la dernière montée. Seule la Norvégienne Marit Bjørgen parvient à la suivre, puis la dépasse dans le stade d'arrivée pour devenir championne olympique, la Suédoise remportant la médaille d'argent. Ne disputant pas le sprint, elle dispute sa deuxième épreuve lors des Jeux sur le dix kilomètres classique. Elle termine finalement deuxième de cette course, à dix-huit secondes de Justyna Kowalczyk. Partie avec vingt-cinq secondes de retard sur les équipes finlandaise et allemande sur la course du relais, qu'elle termine pour l'équipe suédoise, succédant à Ida Ingemarsdotter, Emma Wikén, et Anna Haag, elle parvient à rejoindre les deux fondeuses en haut de la dernière montée. Dans le stade d'arrivée, elle parvient à prendre la tête pour s'imposer devant la Finlandaise Krista Lähteenmäki et l'Allemande Denise Herrmann. Gêné par un rhume, elle quitte le groupe suédois pour ne pas gêner d'autres concurrents. Malgré ses espoirs elle ne termine que trente-quatrième du trente kilomètres où les trois médailles sont remportées par trois Norvégiennes, Bjørgen, Johaug et Kristin Stoermer Steira.
Pour la saison 2014-2015, elle annonce qu'elle fera l'impasse sur le Tour de ski afin de favoriser la préparation à son principal objectif, les Championnats du monde disputés à Falun . Elle commence sa saison de coupe du monde par une troisième place du dix kilomètres classique de Ruka, puis termine à la cinquième place du Nordic Opening, disputé à Lillehammer. Elle remporte sa première victoire de l'hiver lors du dix kilomètres libre d'Östersund avec plus de trente secondes d'avance sur Marit Bjørgen. Pour sa première course individuelle des mondiaux, elle termine à la troisième place du skiathlon où Bjørgen est lachée avant la mi-course, Johaug s'échappant ensuite pour remporter le titre, une autre Norvégienne, Astrid Jacobsen, devançant Kalla au sprint pour la deuxième place. Lors du dix kilomètres libre, elle s'impose avec plus de quarante secondes sur la deuxième, l'Américaine Jessica Diggins, les favorites Norvégiennes, Therese Johaug et Marit Bjørgen terminant respectivement 27e et 31e , gênées par une tempête de neige, Bjørgen précisant toutefois que « la meilleure a gagné ». Lors du relais 4 × 5 km, classique et libre, elle est alignée en classique en deuxième position dans son équipe, après Sofia Bleckur. Partie troisième avec un retard de douze secondes sur Johaug, elle parvient à combler une partie de son retard, transmettant le relais à Maria Rydqvist avec un retard de une seconde six. La dernière relayeuse suédoise Stina Nilsson termine finalement deuxième à environ 30 secondes de Bjørgen. Lors de la dernière épreuve, un trente kilomètres classique, elle termine troisième derrière Johaug qui s'échappe seule avant la mi-course et Bjørgen deuxième. Elle termine ainsi ces mondiaux avec une médaille d'or, une d'argent et deux de bronze. Après les mondiaux, elle obtient son troisième podium de coupe du monde avec une troisième place lors du dix kilomètres classique de lahti. Elle termine sa sixième place lors du trente kilomètres libre d'Oslo.

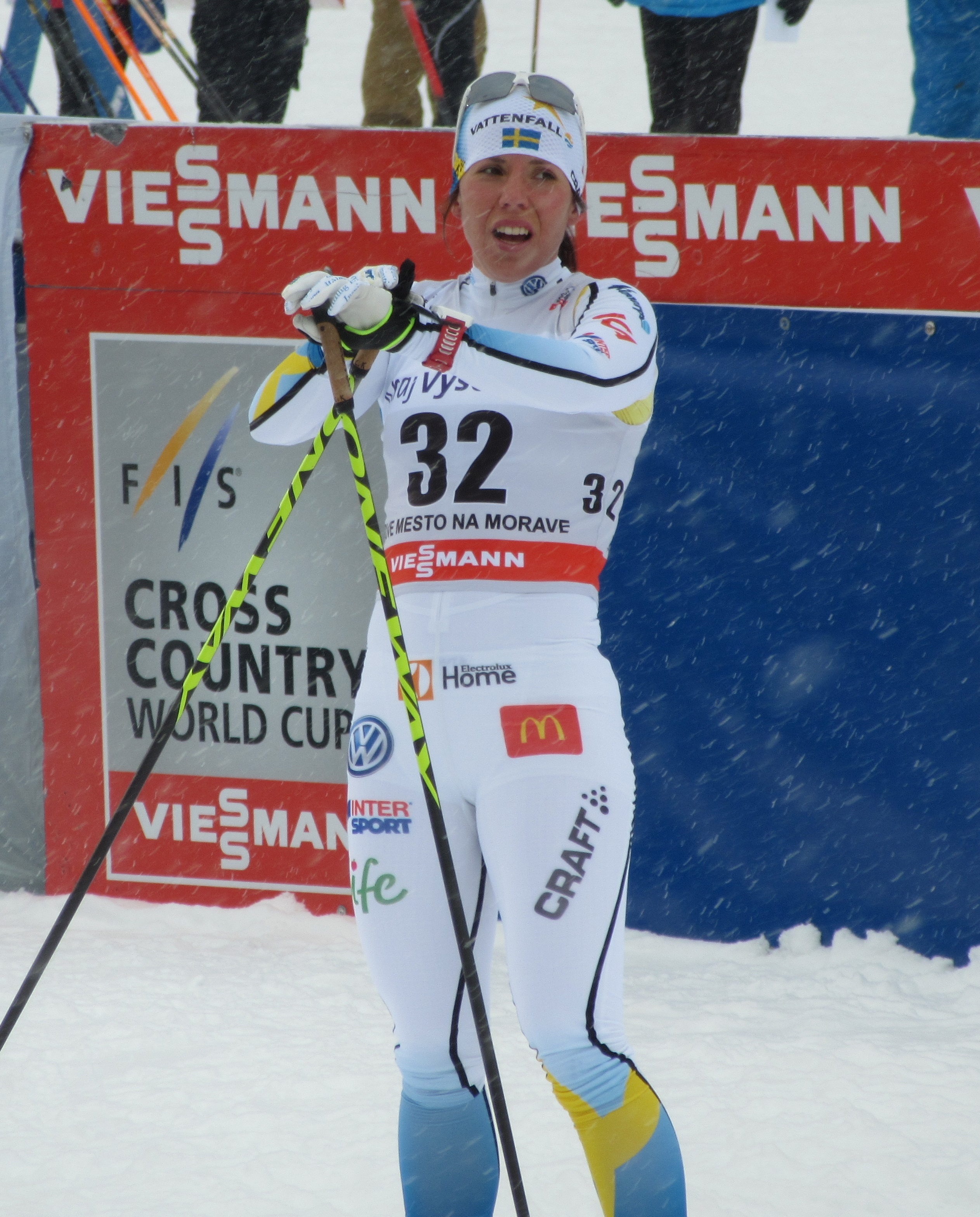
Charlotte Kalla à Nové Město en 2016.

Lors de la coupe du monde 2015-2016, elle termine sixième du Nordic Opening disputé à Ruka, où elle obtient une deuxième place du cinq kilomètres libre. Troisième d'un skiathlon à Lillehammer, Elle participe au Tour de ski 2016 où elle obtient comme meilleur résultat une cinquième place lors du dix kilomètres classique de Val di Fiemme, puis termine quatrième lors de la montée finale de l'Alpe Cermis. Durant les courses suivantes, elle obtient son meilleur résultat avec une sixième place lors du trente kilomètres d'Oslo avant de participer au Ski Tour Canada, mini-tour où elle termine finalement douzième.
Durant l'été 2016, elle annonce son intention de ne pas participer au Tour de ski 2017 pour privilégier sa préparation pour les mondiaux. Elle commence sa saison à Ruka. Après le dix kilomètres, où elle termine à la 75e place, sans force, sans énergie, elle fait des examens à Stockholm qui révèlent qu'elle souffre d'arythmie cardiaque,. Elle reprend finalement la compétition au tour de ski où elle termine onzième du classement géréral, obtenant une troisième place lors du dix kilomètres classique mass-start de Val di Fiemme. Elle confirme son retour en forme à Ulricehamn sur un dix kilomètres libre remporté par Marit Bjørgen. Elle termine troisième, derrière la Finlandaise Krista Pärmäkoski. Le lendemain, le relais suédois qu'elle compose avec Ida Ingemarsdotter, Sofia Henriksson et Hanna Falk termine troisième derrière la Norvège et l'Allemagne. Lors de l'étape suivante, disputée à Falun, elle termine cinquième d'un quinze kilomètres classique. Elle complète sa préparation pour les mondiaux par deux victoires lors des championnats de Suède. Pour la dernière course de distance avant l'échéance de Lahti, elle termine à la deuxième place du dix kilomètres classique d'Otepää. 
Elle dispute sa première épreuve lors des mondiaux de Lahti sur le skiathlon. Après le parcours classique, elle fait partie des quatre fondeuses en tête, avec les Norvégiennes Marit Bjørgen et Heidi Weng, et la Finlandaise Krista Pärmäkoski. Dès le début du parcours libre, Bjørgen et Pärmäkoski s'échappent, puis plus tard, Kalla lâche Heidi Weng pour remporter la médaille de bronze.  Elle réalise ensuite le deuxième temps du dix kilomètres, remporté comme le skiathlon par Marit Bjørgen, qui devance la Suédoise de 41 secondes. Lors du relais, elle prend le deuxième relais, succédant à Anna Haag en style classique, elle laisse s'échapper la Finlandaise Kerttu Niskanen et Heidi Weng. Ebba Andersson lui succède en style libre, avant que Stina Nilsson ne parvienne à remporter la médaille d'argent en s'imposant au sprint face à la Finlandaise Krista Pärmäkoski.
Dès le mois de mai, Charlotte Kalla annonce que sa préparation pour la saison suivante est organisée de façon à répondre à ses objectifs qui sont les Jeux olympiques. Jugeant le tour de ski trop proche des Jeux, elle décide de faire l'impasse sur cette compétition. Lors du début de saison 2017-2018, elle remporte le deuxième mini-tour de sa carrière n s'imposant lors du Ruka Triple. Première du classement grâce à sa deuxième place lors de la deuxième course de la compétition, un dix kilomètres classique derrière Marit Bjørgen, elle accélère en fin de course lors de la principale difficulté du parcours de la poursuite libre où les deux fondeuses sont seules en tête. La semaine suivante, elle s'impose devant Heidi Weng sur un quinze kilomètres skiathlon à Lillehammer. Elle remporte ensuite sa troisième victoire de la saison en s'imposant en Italie à Dobbiaco sur le dix kilomètres libre avant de terminer sixième de la poursuite disputée le lendemain.
Aux Jeux olympiques de 2018 à PyeongChang, Charlotte Kalla remporte la médaille d'or lors de l'épreuve de skiathlon, s'imposant devant Marit Bjørgen et Krista Pärmäkoski. Sur le dix kilomètres, disputé en style libre, elle remporte la médaille d'argent, devancée de plus de 20 s par la Norvégienne Ragnhild Haga. Partie en cinquième position du relais après avoir reçu le témoin de la part d'Anna Haag, elle comble le retard et transmet le relais à la troisième relayeuse, Ebba Andersson en deuxième position derrière la Russe Yulia Belorukova représentant l'équipe OAR, après les deux premiers parcours en classique. Andersson  et la Russe Anastasia Sedova sont rejointes en fin de ce premier parcours libre par Ragnhild Haga. Une première accélération de Marit Bjørgen permet de lacher la Russe. Stina Nilsson parvient à rester avec la Norvégienne, mais ne parvient pas à combler lors du sprint les quelques mètres de retard sur Bjørgen. Elle est associée à Stina Nilsson sur le sprint par équipes, les Suédoises étant devancées au sprint par les Américaines Kikkan Randall et Jessica Diggins, la paire norvégienne formée par Marit Bjørgen et Maiken Caspersen Falla terminant troisième,
Aux Championnats du monde 2019, elle fait partie avec Ebba Andersson, Frida Karlsson et Stina Nilsson du premier relais féminin suédois à gagner la médaille d'or aux mondiaux. En individuel, son meilleur résultat est cinquième du trente kilomètres.

### Vie personnelle
Elle vit à Östersund, mais continue à skier pour l'IFK Tärendö.

## Palmarès

### Jeux olympiques
| Épreuve / Édition   | Sprint                           | Sprint                           | 10 km                              | 10 km                              | Skiathlon 2 × 7,5 km               | 30 km | Relais                             | Relais                             |
| Épreuve / Édition   | libre                            | classique                        | libre                              | classique                          | Skiathlon 2 × 7,5 km               | 30 km | Sprint                             | 4 × 5 km                           |
| JO 2010 Vancouver   | Épreuve inexistante à cette date | —                                | Médaille d'or, Jeux olympiques     | Épreuve inexistante à cette date   | 8e                                 | 6e    | Médaille d'argent, Jeux olympiques | 5e                                 |
| JO 2014 Sotchi      | —                                | Épreuve inexistante à cette date | Épreuve inexistante à cette date   | Médaille d'argent, Jeux olympiques | Médaille d'argent, Jeux olympiques | 34e   | —                                  | Médaille d'or, Jeux olympiques     |
| JO 2018 PyeongChang | Épreuve inexistante à cette date | —                                | Médaille d'argent, Jeux olympiques | Épreuve inexistante à cette date   | Médaille d'or, Jeux olympiques     | 5e    | Médaille d'argent, Jeux olympiques | Médaille d'argent, Jeux olympiques |
| JO 2022 Pékin       | —                                | Épreuve inexistante à cette date | Épreuve inexistante à cette date   | 20e                                | 19e                                | 35e   | —                                  | —                                  |

Légende :
- — : Non disputée par la skieuse

### Championnats du monde
Après les Mondiaux 2013, le bilan de Charlotte Kalla aux championnats du monde est de cinq podiums, tous obtenus lors de courses en relais, dont une victoire, sur un total de dix neuf courses disputées, treize en individuel et six courses par équipes.
Elle porte ce bilan à neuf médailles à l'issue des Mondiaux 2015 disputés à domicile à Falun. Elle remporte ses premières médailles mondiales en individuel, le titre sur le 10 km libre et deux médailles de bronze, en skiathlon et sur le  30 km classique. Elle remporte une quatrième médaille, l'argent avec la sélection suédoise lors du relais.
Lors des mondiaux 2017 de Lahti, elle remporte une nouvelle médaille individuelle, le bronze sur le skiathlon, puis l'argent lors du dix kilomètres classique. Elle est également vice-championne du monde avec le relais suédois.
| Épreuve / Édition           | Sprint                           | Sprint                           | 10 km                            | 10 km                            | Skiathlon 2 × 7,5 km      | 30 km                     | Relais                   | Relais                    |
| Épreuve / Édition           | libre                            | classique                        | libre                            | classique                        | Skiathlon 2 × 7,5 km      | 30 km                     | Sprint                   | 4 × 5 km                  |
| Mondiaux 2007 Sapporo       | Épreuve inexistante à cette date | —                                | 5e                               | Épreuve inexistante à cette date | 7e                        | —                         | —                        | 4e                        |
| Mondiaux 2009 Liberec       | 6e                               | Épreuve inexistante à cette date | Épreuve inexistante à cette date | —                                | 8e                        | 18e                       | —                        | Médaille de bronze, monde |
| Mondiaux 2011 Oslo          | 8e                               | Épreuve inexistante à cette date | Épreuve inexistante à cette date | 11e                              | 4e                        | 4e                        | Médaille d'or, monde     | Médaille d'argent, monde  |
| Mondiaux 2013 Val di Fiemme | Épreuve inexistante à cette date | 11e                              | 7e                               | Épreuve inexistante à cette date | 6e                        | 11e                       | Médaille d'argent, monde | Médaille d'argent, monde  |
| Mondiaux 2015 Falun         | Épreuve inexistante à cette date | —                                | Médaille d'or, monde             | Épreuve inexistante à cette date | Médaille de bronze, monde | Médaille de bronze, monde | —                        | Médaille d'argent, monde  |
| Mondiaux 2017 Lahti         | —                                | Épreuve inexistante à cette date | Épreuve inexistante à cette date | Médaille d'argent, monde         | Médaille de bronze, monde | 7e                        | —                        | Médaille d'argent, monde  |
| Mondiaux 2019 Seefeld       | —                                | Épreuve inexistante à cette date | Épreuve inexistante à cette date | 9e                               | 6e                        | 5e                        | —                        | Médaille d'or, monde      |
| Mondiaux 2021 Oberstdorf    | Épreuve inexistante à cette date | —                                | 6e                               | Épreuve inexistante à cette date | 5e                        | DNF                       | —                        | 6e                        |

Légende :
- — : Non disputée par Charlotte Kalla

### Coupe du monde
Elle obtient son meilleur résultat au classement général de la Coupe du monde en 2008 et 2012 avec une quatrième place.
- 50 podiums :
  - 35 podiums en épreuve individuelle, dont 7 victoires. Elle compte également 14 deuxièmes places et 14 troisièmes places ;
  - 15 podiums par équipes, dont 3 victoires.

#### Courses par étapes
- 24 podiums, dont 5 victoires d'étapes.
- Nordic Opening (victoire en 2017) : 7 podiums d'étape, dont 1 victoire.
- Tour de ski (victoire en 2008) : 10 podiums d'étape, dont 3 victoires.
- Finales : 7 podiums d'étape, dont 1 victoire.

#### Détail des victoires individuelles
| Épreuve / Édition | Sprint | Sprint    | 10 km     | 10 km     | Skiathlon 2 × 7,5 km | 30 km | 30 km     | Tour de ski ou Finales ou Nordic Opening |
| Épreuve / Édition | Libre  | Classique | Libre     | Classique | Skiathlon 2 × 7,5 km | Libre | Classique | Tour de ski ou Finales ou Nordic Opening |
| 2007-08           |        |           |           |           |                      |       |           | Tour de ski                              |
| 2008-09           |        |           | Gällivare |           |                      |       |           |                                          |
| 2009-10           |        |           | Canmore   |           |                      |       |           |                                          |
| 2014-15           |        |           | Östersund |           |                      |       |           |                                          |
| 2017-18           |        |           |           | Dobbiaco  | Lillehammer          |       |           | Nordic Opening                           |

##### Victoires d'étapes
| Date             | Lieu                 | pays     | Compétition | Discipline  |
| ---------------- | -------------------- | -------- | ----------- | ----------- |
| 29 décembre 2007 | Nové Město na Moravě | Tchéquie | Tour de Ski | 10 km TL PU |
| 1º janvier 2008  | Nové Město na Moravě | Tchéquie | Tour de Ski | 10 km PU    |
| 4 janvier2008    | Asiago               | Italie   | Tour de Ski | Sprint TL   |
| 21 mars 2010     | Falun                | Suède    | Finales     | 10 km TL HS |
| 1 décembre 2013  | Kuusamo              | Finlande | Ruka Tour   | 10 km TL HS |

Légende :

TC = classique

TL = libre

MS = départ en masse

HS = départ avec handicap

PU = poursuite

#### Classements détaillés
| Saison / Épreuve | Saison / Épreuve | Général | Général | Distance | Distance | Sprint | Sprint |                                  | Tour de ski depuis 2007          | Finales depuis 2008 Ski Tour Canada (2016) | Nordic Opening depuis 2011 |
| ---------------- | ---------------- | ------- | ------- | -------- | -------- | ------ | ------ | -------------------------------- | -------------------------------- | ------------------------------------------ | -------------------------- |
| Saison / Épreuve | Saison / Épreuve | Class.  | Points  | Class.   | Points   | Class. | Points |                                  | Tour de ski depuis 2007          | Finales depuis 2008 Ski Tour Canada (2016) | Nordic Opening depuis 2011 |
| 2006             | 2006             | 78e     | 18      | -        | -        | 48e    | 18     | Épreuve inexistante à cette date | Épreuve inexistante à cette date | Épreuve inexistante à cette date           |                            |
| 2007             | 2007             | 37e     | 104     | 28e      | 79       | 39e    | 25     | —                                | Épreuve inexistante à cette date | Épreuve inexistante à cette date           |                            |
| 2008             | 2008             | 4e      | 1048    | 7e       | 487      | 18e    | 161    | 1re                              | 7e                               | Épreuve inexistante à cette date           |                            |
| 2009             | 2009             | 12e     | 663     | 12e      | 409      | 17e    | 134    | —                                | 3e                               | Épreuve inexistante à cette date           |                            |
| 2010             | 2010             | 8e      | 654     | 4e       | 493      | 52e    | 41     | —                                | 3e                               | Épreuve inexistante à cette date           |                            |
| 2011             | 2011             | 5e      | 1100    | 6e       | 503      | 12e    | 217    | 5e                               | 6e                               | 3e                                         |                            |
| 2012             | 2012             | 4e      | 1376    | 4e       | 804      | 15e    | 208    | 7e                               | 3e                               | 4e                                         |                            |
| 2013             | 2013             | 8e      | 845     | 7e       | 456      | 20e    | 125    | 7e                               | 3e                               | —                                          |                            |
| 2014             | 2014             | 7e      | 783     | 4e       | 473      | 38e    | 60     | —                                | 5e                               | 2e                                         |                            |
| 2015             | 2015             | 7e      | 620     | 4e       | 426      | 21e    | 104    | —                                | Épreuve inexistante à cette date | 5e                                         |                            |
| 2016             | 2016             | 5e      | 1217    | 4e       | 730      | 22e    | 119    | 4e                               | 12e                              | 6e                                         |                            |
| 2017             | 2017             | 9e      | 660     | 5e       | 491      | 69e    | 9      | 11e                              | 8e                               | —                                          |                            |
| 2018             | 2018             | 7e      | 934     | 6e       | 620      | 43e    | 42     | —                                | 7e                               | 1re                                        |                            |
| 2019             | 2019             | 10e     | 658     | 7e       | 456      | 35e    | 50     | —                                | 10e                              | 4e                                         |                            |
| 2020             | 2020             | 14e     | 658     | 10e      | 477      | 69e    | 9      | 12e                              | 15e : Ski Tour                   | 14e                                        |                            |
| 2021             | 2021             | 53e     | 74      | 35e      | 74       | -      | -      | —                                | 10e                              | 4e                                         |                            |

Légende :
- : pas d'épreuve

### Championnats du monde junior
- Tarvisio 2007 :
  -  Médaille d'or du 5 km style libre et de la poursuite 5 + 5 km.
  -  médaille d'argent du 1 km sprint style classique et du relais.
- Kranj 2006 : 
  -  Médaille d'or de la poursuite 5 + 5 km
  -  médaille d'argent du relais
  -  médaille de bronze du 5 km style classique.

### Coupe de Scandinavie
- 10 podiums, dont 8 victoires.

### Championnats de Suède
- Championne de la poursuite (skiathlon) en 2009, 2011, 2012, 2014, 2015, 2016 et 2017.
- Championne du dix kilomètres libre en 2009, 2010, 2012, 2013, 2015 et 2018.
- Championne du dix kilomètres classique en 2014, 2016 et 2017.
- Championne du quinze kilomètres libre en 2018.
- Championne du trente kilomètres libre en 2013, 2015 et 2017.
- Championne du trente kilomètres classique en 2014, 2016 et 2018.